# Dangerous Streets
Dangerous Streets es un videojuego de lucha desarrollado por Micromania y distribuido por Flair Software para las consolas de Amiga, Amiga CD32 y MS-DOS en 1994.

## Jugabilidad
Como otro juegos similares al género de lucha, Dangerous Streets ofrece un modo de duelo entre dos jugadores, un modo individual en donde se enfrenta a la computadora y un modo de torneo. En total son ocho personaje seleccionables (Keo, Lola, Luisa, Macalosh, Ombra, Pinen, Sgiosa Capeli, Tony) los cuales se controlar con un joystick o un teclado genérico y poseen la capacidad de poder golpear o patear en un rango entre débil, medio y fuerte.

## Recepción
El juego ha recibido amplias críticas negativas. Stuart Campbell de Amiga Power le dio una calificación de 3%, describiéndolo como el peor juego hecho para el Amiga CD32 y uno de peores juegos de la historia. La versión de Amiga CD32, aparecen en el libro de 2015 de Stuart Ashen titulado "Terrible Old Games You've Probably Never Heard Of", en el cual comenta que Dangerous Streets se ve "bastante bonito" en las capturas de pantalla, detallando que "los personajes estan dibujados de manera competente y bien definidos, y sus fondos son coloridos". Sin embargo, expresa que esto pasa a segundo plano cuando los personajes se mueven, y la animación pasa a ser más que ridícula y especula que se trató de una estrategia de marketing para hacer que las reseñas en revistas y las cubiertas de las cajas se vean más impresionantes. También critica los controles, calificándolo a los movimientos de lucha como "una cabalgata, casi libre de animación con ataques aparentemente aleatorios y espasmódicos", expresa que los controles "no tienen sentido" y que moverse rápidamente es "una pesadilla" debido a las animaciones extrañas de salto de los personajes. "